# Professor Coruja
Antônio Álvares Pereira Coruja, conhecido como Professor Coruja (Porto Alegre, 31 de agosto de 1806 — Rio de Janeiro, 4 de agosto de 1889) foi um político, educador, historiador e escritor brasileiro.

## Biografia
Filho de José Alvares Pereira e Felícia Maria da Silva, foi batizado como Antônio Álvares Pereira. Foi em seu tempo de estudante que recebeu o apelido "Coruja", que depois incorporou ao seu nome. De família pobre, fez seus primeiros estudos com os professores que Porto Alegre então dispunha: Maria Josefa, Antônio d'Ávila (o "Amansa-Burros"), padre Tomé Luís de Sousa e padre João de Santa Bárbara. Para auxiliar na sua subsistência era sacristão na Igreja Matriz de Nossa Senhora Mãe de Deus, onde tornou-se amigo do padre Tomé Luís de Sousa, com quem aprendeu, mais tarde, o latim.
Entre 1826 e 1827 estudou no Rio de Janeiro, e em seu retorno foi habilitado para dar aulas de primeiras letras, abrindo sua primeira aula pública, que em 1830 já tinha 140 alunos. Em 1831 foi habilitado professor público de Gramática Latina, e mais tarde lecionou também Filosofia Racional e Moral.
Maçom, participava das reuniões da Sociedade Continentino, desde sua fundação, em 1831. Nesse mesmo ano era, junto com Pedro Boticário, redator do jornal O Compilador, patrocinado pela Sociedade Continentino, que circulou entre 3 de outubro de 1831 e novembro de 1832. Em 1835 publicou em Porto Alegre sua primeira obra, Compendio da grammatica da lingua nacional, que teve ótima recepção, recebendo 11 reedições no Rio de Janeiro até 1894.
Eleito suplente de deputado provincial na 1ª Legislatura da Assembléia Legislativa Provincial do Rio Grande do Sul, foi chamado a assumir em dezembro de 1835. Pouco depois de assumir apresentou um projeto de lei para reorganizar o ensino primário e criar uma escola normal para formação de professores, que foi aprovado em 29 de dezembro, mas devido ao tumulto gerado pela eclosão da Revolução Farroupilha, não foi implementado. Por se envolver na Revolução Farroupilha, quando da retomada de Porto Alegre pelas tropas imperiais foi preso no quartel do 8º Batalhão e depois na Presiganga. Solto após cerca de cinco meses, mudou-se então, em 1837, para o Rio de Janeiro com a família, alegando perseguições que teria passado a sofrer.
No Rio de Janeiro, em 1839 era secretário da Sociedade Literária do Rio de Janeiro. Em 1840 fundou sua primeira escola, o Liceu Minerva, foi também professor particular de prestígio na corte. Em 1842 ingressou no Instituto Histórico e Geográfico do Brasil, onde ocupou por quase vinte anos o cargo de tesoureiro e escreveu vários artigos sobre o Rio Grande do Sul na Revista Trimensal do Instituto. Na corte também teve a preocupação em divulgar uma imagem positiva do Rio Grande do Sul, envolvido ainda no conflito farroupilha.
No Rio publicou vários livros didáticos e gramáticas, além de ter presidido a Sociedade Imperial Amante da Instrução no Rio e a Sociedade Beneficente e Humanitária Rio-Grandense. Atuou como jornalista no Porto-Alegrense em 1847, no Argos de 1840 a 1850 e no Mercantil de 1850 a 1858, todos do Rio Grande do Sul.
Tendo reunido uma pequena fortuna, abandonou o magistério e entrou no mundo dos negócios, fundado uma caixa bancária. Foi enganado pelo sócio e arruinou-se economicamente no final da década de 1870, quando já não era mais professor. Apesar de inocentado no processo judicial, sentiu-se desonrado. Viúvo em 1882, passou a viver recluso e ser sustentado por seu filho, Antônio Álvares Pereira Coruja Júnior, adotado em 1834, sogro do poeta Emílio de Meneses e comendador por seus serviços prestados na Guerra do Paraguai.
Com a morte de seu único filho em 1888, passou a levar uma vida de extrema miséria, vivendo em repúblicas de estudantes gaúchos. Morreu extremamente pobre, em 1889, em um pequeno quarto emprestado por um ex-aluno. Dentre as muitas obras que deixou, hoje é mais lembrado pela sua coletânea de reminiscências sobre Porto Alegre intitulada Antigualhas, que segundo Sérgio da Costa Franco é "fonte preciosa e insubstituível da história da cidade no princípio do século XIX".
Foi agraciado oficial da Imperial Ordem da Rosa, cavaleiro da Imperial Ordem de Cristo.

## Obras
- As alcunhas de Porto Alegre e outras alcunhas
- Compêndio de Gramática da Língua Nacional, dedicado à mocidade rio-grandense, Porto Alegre, 1835, reeditado em 1849, 1862 e 1872.
- Manual dos Estudantes de Latim, dedicado à mocidade brasileira, Rio de Janeiro, 1838.
- Compêndio de Ortografia da Língua Nacional, dedicado a S.M.I. o Sr. D. Pedro II, Rio de Janeiro, 1848.
- Aritmética para Meninos, Rio de Janeiro, 1850.
- Manual de Ortografia da Língua Nacional, Rio de Janeiro, 1852
- Compêndio da Gramática Latina, Rio de Janeiro, 1852.
- Lições de História do Brasil, Rio de Janeiro, 1855, com reedições em 1857, 1861, 1866, 1869, 1873 e 1877.
- Coleção de vocábulos usados na província de S. Pedro do Rio Grande do Sul. Rio de Janeiro, 1861.
- A vida de José Bernardino de Sá depois de sua morte. Rio de Janeiro, 1862.
- Annotações às Memorias historicas de monsenhor Pizarro. Rio de Janeiro, 1858.
- Notas à memória do tenente-coronel José dos Santos Veiga. Rio de Janeiro, 1860.
- Antigualhas, livro sobre vultos e fatos do Rio Grande do Sul, 1881.[1]